# Thomas Martin Lowry
Thomas Martin Lowry (Bradford (West Yorkshire), Inglaterra, 26 de outubro de 1874 - 2 de novembro de 1936) foi  um físico-químico britânico que se notabilizou principalmente por haver formulado independentemente, porém de forma simultânea, com o colega físico-químico dinamarquês Johannes Nicolaus Brønsted uma nova teoria ácido-base com fundamento em doação/recepção protônica, teoria que veio a receber o nome conjugado de Teoria ácido-base de Brønsted-Lowry. 

## Vida e obra

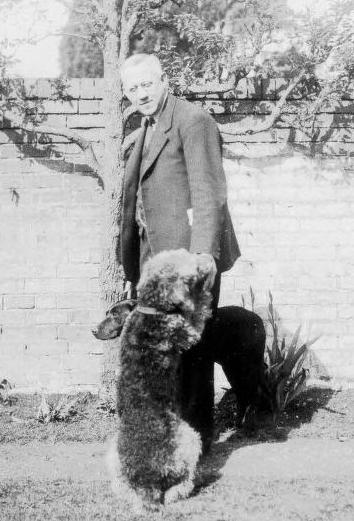
Thomas Martin Lowry

Estudou Química sob a direção de Henry Armstrong, tendo-se tornado seu assistente em 1896. Embora os interesses científicos de Armstrong fossem primariamente química orgânica, o então discípulo foi também iniciado no estudo da natureza dos íons em soluções aquosas.
Dois anos mais tarde, descobriu a mutarrotação (de fato, criou esse termo para descrever o fenômeno), ao verificar atividade ótica na molécula da substância nitro-d-cânfora. Ministrou aulas em Westminster Training College de 1906 a 1912, mudando-se depois para a Guy's Hospital Medical School. Tornou-se professor de Química e presidente do Departamento de Química em 1913, tendo sido o primeiro professor em Química numa escola médica londrina. Juntou-se como membro da Royal Society no ano seguinte, e foi, em 1920, o primeiro professor em Físico-química da Universidade de Cambridge.

## A teoria protônica ácido-base
Ele estudou as variações de rotação ótica causadas por reações catalisadas por ácidos e/ou por bases que envolviam derivados de cânfora. Isso veio a possibilitar-lhe a formulação do modelo protônico para caracterização de ácidos e  bases em 1923 — trabalho que foi independente, porém simultaneamente desenvolvido também pelo colega físico-químico dinamarquês Johannes Nicolaus Brønsted. O novo conceito, pois, o novo modelo e a nova teoria ácido-base com fundamento em doação/recepção protônica, veio a receber o nome conjugado de Teoria ácido-base de Brønsted-Lowry. Lowry prosseguiu trabalhando em Cambridge até o fim dos seus dias.